# Джойя, Мельхиор
Мельхиор Джойя (итал. Melchiorre Gioia; 10 сентября 1767, Пьяченца, Италия — 2 января 1829, Милан, Италия) — итальянский писатель, философ и экономист.

## Биография

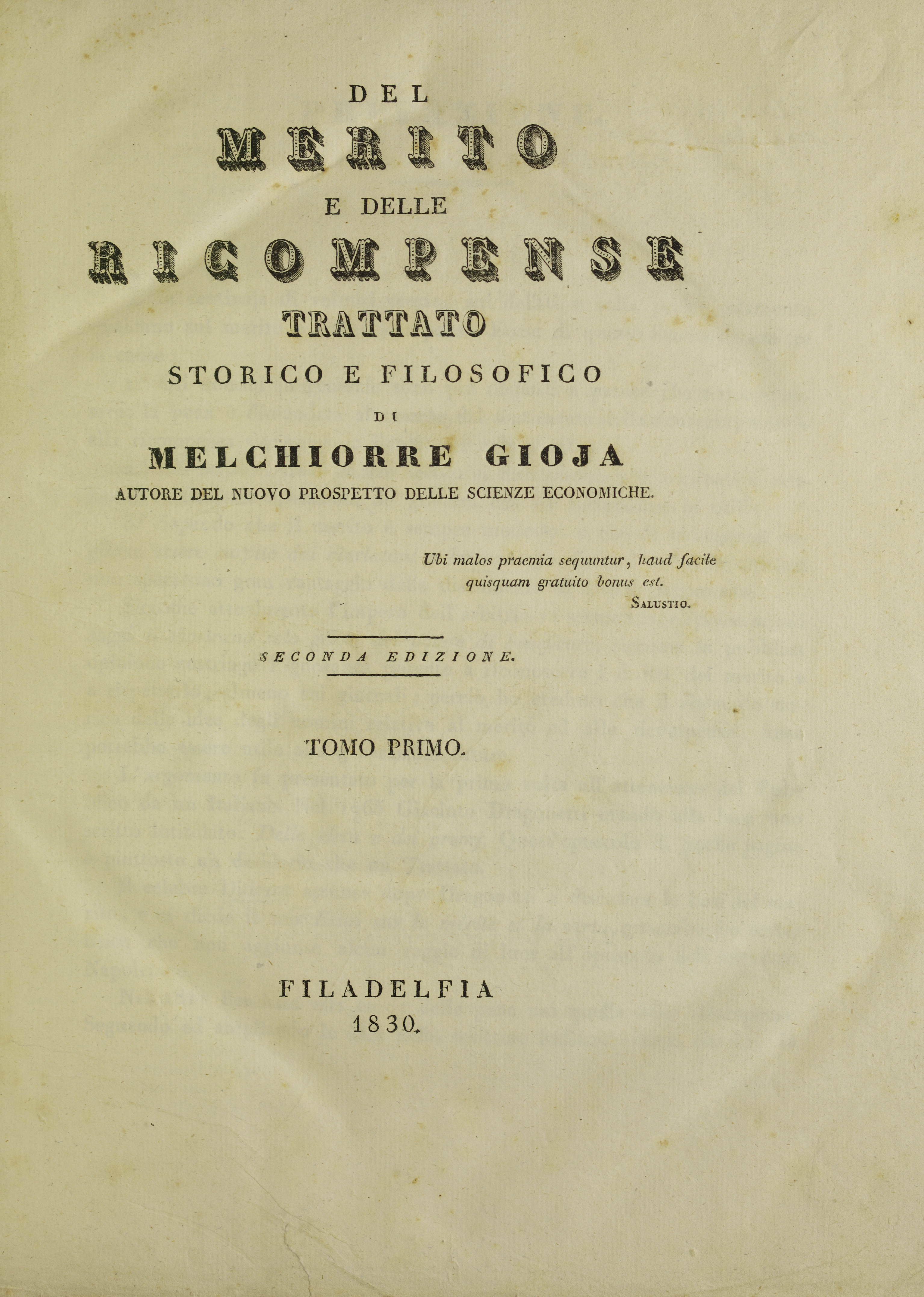
Del merito e delle ricompense

Оставил намерение посвятить жизнь служению церкви и с 1796 года изучал политэкономию в Милане. Проявляет литературные способности и занимается публицистикой.
Пребывание Наполеона в Италии вовлекает Мельхиора Джойя в активную общественную жизнь. Он выступает за политическое господство Франции над другими странами, в том числе над Италией с республиканской формой правления. Во время Цизальпинской республики назван историографом и статистиком (директором первого статистического бюро в Италии). Несколько раз был заключён в тюрьму, один раз в 1820 году на восемь месяцев за подозрение в связях с карбонариями. После падения наполеоновской империи удаляется от политики и ведёт тихую личную жизнь.
Основная идея Мельхиора Джойя в признании ценности статистики или сбора фактов, в том числе применительно к философии. Логику он считает практическим искусством. В этике последователь Бентама и утилитаризма.
В политической экономии поощряет крупное предпринимательство, настаивает на необходимости вмешательства государства в экономику. Предвосхищает идеи Бэббиджа о разделении труда. Все его работы находятся в постоянной оппозиции к Адаму Смиту.
Последний труд Философия статистики резюмирует его размышления о человеческой жизни, о целях и методах философии.

## Труды
- Sul commercio de' commestibili e caro prezzo del vitto
- Il Nuovo Galateo
- Nuovo prospetto delle scienze economiche
- Del Merito e delle Ricompense
- Sulle manifatture nazionali
- L’ideologia
- Filosofia della statistica